# Danh sách bài hát thu âm bởi Westlife
Westlife đã thu âm 148 bài hát nguyên gốc từ sáng tác của ban nhạc hoặc nhạc sĩ ngoài nhóm.

## Nguyên gốc
|     | Năm  | Bài hát                          | Album/Đĩa đơn                           | Sáng tác                                                                           |
| --- | ---- | -------------------------------- | --------------------------------------- | ---------------------------------------------------------------------------------- |
| 1   | 1999 | Swear It Again                   | Westlife                                | Steve Mac, Wayne Hector                                                            |
| 2   | 1999 | Until the End of Time            | Swear It Again                          | Anders Bagge, Arnthor Birgisson, Christian Karlsson                                |
| 3   | 1999 | Everybody Knows                  | Swear It Again                          | Steve Mac, Wayne Hector                                                            |
| 4   | 1999 | Let's Make Tonight Special       | Swear It Again                          | Anders Bagge, Laila Bagge, H. Sommerdah, S. Diamond                                |
| 5   | 1999 | Don't Calm the Storm             | Swear It Again                          | Arnthor Birgisson, Patrick Tucker                                                  |
| 6   | 1999 | If I Let You Go                  | Westlife                                | David Kreuger, Jorgen Elofsson, Per Magnusson                                      |
| 7   | 1999 | Flying Without Wings             | Westlife                                | Steve Mac, Wayne Hector                                                            |
| 8   | 1999 | Fool Again                       | Westlife                                | David Kreuger, Jorgen Elofsson, Per Magnusson                                      |
| 9   | 1999 | No No                            | Westlife                                | Andreas Carlsson, Rami Yacoub                                                      |
| 10  | 1999 | I Don't Wanna Fight              | Westlife                                | Steve Mac, Wayne Hector                                                            |
| 11  | 1999 | Change the World                 | Westlife (not on US Version)            | Karl Twigg, Lance Ellington, Mark Topham                                           |
| 12  | 1999 | Moments                          | Westlife (not on US Version)            | Steve Mac, Wayne Hector                                                            |
| 13  | 1999 | I Need You                       | Westlife                                | Andreas Carlsson, Max Martin, Rami Yacoub                                          |
| 14  | 1999 | Miss You                         | Westlife                                | Jake, Rami Yacoub                                                                  |
| 15  | 1999 | Open Your Heart                  | Westlife                                | Andreas Carlsson, Jake                                                             |
| 16  | 1999 | Try Again                        | Westlife (not on US Version)            | David Kreuger, Jorgen Elofsson, Per Magnusson                                      |
| 17  | 1999 | What I Want Is What I've Got     | Westlife (not on US Version)            | Alexandra, Rami Yacoub                                                             |
| 18  | 1999 | We Are One                       | Westlife                                | Alexandre Desplat, Steve Mac, Wayne Hector                                         |
| 19  | 1999 | Can't Lose What You Never Had    | Westlife                                | David Frank, Steve Kipler                                                          |
| 20  | 1999 | Story Of Love                    | Westlife (Japan Version)                | Anders Bagge Arnthor Birgisson, Patrick Tucker, Shepherd Solomon                   |
| 21  | 1999 | That's What It's All About       | Flying Without Wings                    | Steve Mac, Wayne Hector                                                            |
| 22  | 1999 | On The Wings Of Love             | I Have a Dream/Seasons in the Sun       | Karl Twigg, Mark Topham                                                            |
| 23  | 2000 | Tunnel of Love                   | Fool Again                              | David Kreuger, Jorgen Elofsson, Per Magnusson                                      |
| 24  | 2000 | My Private Movie                 | Westlife (US Version)                   | David Kopatz, Jack Kugell                                                          |
| 25  | 2000 | My Love                          | Coast to Coast                          | David Kreuger, Jorgen Elofsson, Pelle Nylen, Per Magnusson                         |
| 26  | 2000 | What Makes a Man                 | Coast to Coast                          | Steve Mac, Wayne Hector                                                            |
| 27  | 2000 | I Lay My Love on You             | Coast to Coast                          | David Kreuger, Jorgen Elofsson, Per Magnusson                                      |
| 28  | 2000 | When You're Looking Like That    | Coast to Coast                          | Andreas Carlsson, Max Martin, Rami Yacoub                                          |
| 29  | 2000 | Close                            | Coast to Coast                          | Chris Farren, Steve Mac, Wayne Hector                                              |
| 30  | 2000 | Somebody Needs You               | Coast to Coast                          | Andreas Carlsson, Jake, Jorgen Elofsson                                            |
| 31  | 2000 | Angel's Wings                    | Coast to Coast                          | J. McCarthy, Steve Mac, Wayne Hector                                               |
| 32  | 2000 | Soledad                          | Coast to Coast                          | Andreas Carlsson, K. C. Porter, Rami Yacoub                                        |
| 33  | 2000 | Puzzle of My Heart               | Coast to Coast                          | Andrew Fromm, Jorgen Elofsson                                                      |
| 34  | 2000 | Dreams Come True                 | Coast to Coast                          | David Kreuger, Jorgen Elofsson, Per Magnusson                                      |
| 35  | 2000 | Close Your Eyes                  | Coast to Coast                          | Steve Mac, Wayne Hector                                                            |
| 36  | 2000 | You Make Me Feel                 | Coast to Coast                          | Max Martin, Nick Jarl, Patric Jonsson                                              |
| 37  | 2000 | Loneliness Knows Me By Name      | Coast to Coast                          | Alexandra                                                                          |
| 38  | 2000 | Fragile Heart                    | Coast to Coast                          | McFadden, Egan, Filan                                                              |
| 39  | 2000 | Every Little Thing You Do        | Coast to Coast                          | Steve Mac, Wayne Hector                                                            |
| 40  | 2000 | Don't Get Me Wrong               | Coast to Coast (UK Version)             | Anders Von Hofsten                                                                 |
| 41  | 2000 | Nothing Is Impossible            | Coast to Coast                          | McFadden, Byrne, Egan                                                              |
| 42  | 2001 | Queen of My Heart                | World of Our Own                        | John McLaughlin, Steve Mac, Steve Robson, Wayne Hector                             |
| 43  | 2001 | Reason For Living                | World of Our Own (Deluxe Edition)       | Byrne, Egan, Feehily, Filan, McFadden                                              |
| 44  | 2001 | Bop Bop Baby                     | World of Our Own                        | Chris O'Brien, Graham Murphy, Filan, McFadden                                      |
| 45  | 2001 | I Cry                            | World of Our Own                        | David Kreuger, Jorgen Elofsson, Per Magnusson                                      |
| 46  | 2001 | Why Do I Love You                | World of Our Own                        | Elofsson, Magnusson, Kreuger                                                       |
| 47  | 2001 | I Wanna Grow Old With You        | World of Our Own                        | Egan, Filan, McFadden                                                              |
| 48  | 2001 | Evergreen                        | World of Our Own                        | David Kreuger, Jorgen Elofsson, Per Magnusson                                      |
| 49  | 2001 | World of Our Own                 | World of Our Own                        | Steve Mac, Wayne Hector                                                            |
| 50  | 2001 | To Be Loved                      | World of Our Own                        | Steve Mac, Wayne Hector                                                            |
| 51  | 2001 | Drive (For All Time)             | World of Our Own                        | Steve Mac, Wayne Hector                                                            |
| 52  | 2001 | If Your Heart's Not In It        | World of Our Own                        | Kipner, Andrew Frampton                                                            |
| 53  | 2001 | When You Come Around             | World of Our Own                        | Ash Howes, Julian Gallagher, Martin Harrington, Richard Stannard                   |
| 54  | 2001 | Don't Say It's Too Late          | World of Our Own                        | Andreas "Quiz" Romdhane, Josef Larossi                                             |
| 55  | 2001 | Don't Let Me Go                  | World of Our Own                        | Byrne, Egan                                                                        |
| 56  | 2001 | Walk Away                        | World of Our Own                        | Andreas Carlsson, David Kreuger, Pelle Nylen, Per Magnusson                        |
| 57  | 2001 | Love Crime                       | World of Our Own                        | McFadden, Filan, Romdhane, Larossi                                                 |
| 58  | 2001 | Imaginary Diva                   | World of Our Own                        | Mark Feehily, Byrne, Egan                                                          |
| 59  | 2001 | Bad Girls                        | World of Our Own (Deluxe Edition)       | Andreas "Quiz" Romdhane, C. Lieberman, Josef Larossi, Savan Kotecha                |
| 60  | 2002 | Crying Girl                      | World of Our Own (Deluxe Edition)       | Brian McFadden, Steve Robson                                                       |
| 61  | 2002 | I Promise You That               | World of Our Own (Deluxe Edition)       | Lilli Sjöberg, Nick Jarl, Patric Jonsson                                           |
| 62  | 2002 | You Don't Know                   | World of Our Own (Deluxe Edition)       | McFadden, Egan, Byrne, Feehily, Filan                                              |
| 63  | 2002 | Never Knew I Was Losing You      | Unbreakable                             | McFadden, Egan, Byrne, Feehily, Filan                                              |
| 64  | 2002 | Unbreakable                      | Unbreakable: The Greatest Hits Volume 1 | John Reid, Jorgen Elofsson                                                         |
| 65  | 2002 | Written in the Stars             | Unbreakable: The Greatest Hits Volume 1 | Andreas Carlsson, David Stenmarck, Nick Jarl                                       |
| 66  | 2002 | Love Takes Two                   | Unbreakable: The Greatest Hits Volume 1 | Steve Mac, Wayne Hector                                                            |
| 67  | 2002 | How Does It Feel                 | Unbreakable: The Greatest Hits Volume 1 | Andreas "Quiz" Romdhane, Josef Larossi                                             |
| 68  | 2002 | Tonight                          | Unbreakable: The Greatest Hits Volume 1 | Jorgen Elofsson, Steve Mac, Wayne Hector                                           |
| 69  | 2003 | Where We Belong                  | Tonight/Miss You Nights                 | Byrne, Egan, Feehily, Filan, McFadden                                              |
| 70  | 2003 | I Won't Let You Down             | Hey Whatever                            | Byrne, Egan, Feehily, Filan, McFadden                                              |
| 71  | 2003 | Singing Forever                  | Hey Whatever                            | Byrne, Egan, Feehily, Filan, McFadden                                              |
| 72  | 2003 | Heal                             | Turnaround                              | Nick Jarl, Savan Kotecha                                                           |
| 73  | 2003 | Obvious                          | Turnaround                              | Pilot, Andreas Carlsson, Savan Kotecha                                             |
| 74  | 2003 | When a Woman Loves Man           | Turnaround                              | Andreas "Quiz" Romdhane, Savan Kotecha                                             |
| 75  | 2003 | On My Shoulder                   | Turnaround                              | Steve Mac, Wayne Hector                                                            |
| 76  | 2003 | Turn Around                      | Turnaround                              | Steve Mac, Wayne Hector                                                            |
| 77  | 2003 | I Did It for You                 | Turnaround                              | Diane Warren                                                                       |
| 78  | 2003 | Thank You                        | Turnaround                              | Perry, Steve Mac, Wayne Hector                                                     |
| 79  | 2003 | Home                             | Turnaround                              | Steve Mac, Wayne Hector                                                            |
| 80  | 2003 | What Do They Know?               | Turnaround                              | J. McCarthy, Steve Mac, Wayne Hector                                               |
| 81  | 2003 | You See Friends (I See Lovers)   | Mandy                                   | Byrne, Egan, Feehily, Filan, McFadden                                              |
| 82  | 2004 | I'm Missing Loving You           | Obvious                                 | Byrne, Egan, Feehily, Filan, McFadden                                              |
| 83  | 2005 | Amazing                          | Face to Face                            | Kristian Lundin, Jake Schulze, Savan Kotecha                                       |
| 84  | 2005 | That's Where You Find Love       | Face to Face                            | Chris Farren, Steve Mac, Wayne Hector                                              |
| 85  | 2005 | Hit You With the Real Thing      | Face to Face                            | Carl Bjorsell, Carl Falk, Didrik Thott, Savan Kotecha, Sebastian Thott             |
| 86  | 2005 | Change Your Mind                 | Face to Face                            | Steve Mac, Wayne Hector                                                            |
| 87  | 2005 | Maybe Tomorrow                   | Face to Face (UK Version)               | Carl Bjorsell, Didrik Thott, Sebastian Thott                                       |
| 89  | 2005 | Miss You When I'm Dreaming       | Amazing                                 | Filan, Feehily, Kreuger, Magnusson                                                 |
| 88  | 2006 | Still Here                       | The Love Album (Deluxe Edition)         | Kristian Lundin, Savan Kotecha                                                     |
| 90  | 2007 | Us Against the World             | Back Home                               | Arnthor Birgisson, Rami Yacoub, Savan Kotecha                                      |
| 91  | 2007 | Something Right                  | Back Home                               | Arnthor Birgisson, Rami Yacoub, Savan Kotecha                                      |
| 92  | 2007 | When I'm With You                | Back Home                               | Jordan Omley, Louis Biancanello, Michael Mani, Sam Watters, The Jam, The Runaways  |
| 93  | 2007 | It's You                         | Back Home                               | Steve Mac, Wayne Hector                                                            |
| 94  | 2007 | Catch My Breath                  | Back Home                               | Steve Mac, Wayne Hector                                                            |
| 95  | 2007 | The Easy Way                     | Back Home                               | Arnthor Birgisson, Rami Yacoub, Savan Kotecha                                      |
| 96  | 2007 | I Do (The Best Is Yet to Come)   | Back Home                               | Mac, Hector, John Reid                                                             |
| 97  | 2007 | Pictures In My Head              | Back Home                               | Arnthor Birgisson, Rami Yacoub, Savan Kotecha                                      |
| 98  | 2007 | You Must Have Had a Broken Heart | Back Home                               | Jorgen Elofsson, Nicky Chinn                                                       |
| 99  | 2008 | Get Away                         | Us Against the World/Something Right    | Michael Busbee, Steve Mac                                                          |
| 100 | 2009 | Leaving                          | Where We Are                            | Bryn Christopher, Carl Falk, Steven Lee Olsen                                      |
| 101 | 2009 | No More Heroes                   | Where We Are                            | Emmanuel Kiriakou, Lindy Robbins, Savan Kotecha                                    |
| 102 | 2009 | How to Break a Heart             | Where We Are                            | James Scheffer, Jim Jonsin, Louis Biancanello, Sam Watters                         |
| 103 | 2009 | ShadowsA                         | Where We Are                            | Ryan Tedder, A. J. McLean                                                          |
| 104 | 2009 | Talk Me DownA                    | Where We Are                            | Simon Petty                                                                        |
| 105 | 2009 | Where We Are                     | Where We Are                            | Ryan Tedder, Savan Kotecha                                                         |
| 106 | 2009 | The Difference                   | Where We Are                            | Anne Preven, Brian Kennedy Seals, Scott Cutler                                     |
| 107 | 2009 | As Love Is My WitnessA           | Where We Are                            | Conner Reeves, Jonathan Shorten                                                    |
| 108 | 2009 | Another World                    | Where We Are                            | Sophie Delila, Steve Booker                                                        |
| 109 | 2009 | Sound of a Broken Heart          | Where We Are                            | John Reid, Louis Biancanello, Wayne Wilkins                                        |
| 110 | 2009 | Reach Out                        | Where We Are                            | Chris Braide, Shaznay Lewis, Feehily                                               |
| 111 | 2009 | I'll See You Again               | Where We Are                            | Andy Hill, Shelly Poole                                                            |
| 112 | 2010 | Safe                             | Gravity                                 | James Grundler, John Shanks                                                        |
| 113 | 2010 | Beautiful Tonight                | Gravity                                 | John Shanks, Paul Barry                                                            |
| 114 | 2010 | I Will Reach You                 | Gravity                                 | Jamie Hartman, Steve Anderson                                                      |
| 115 | 2010 | Closer                           | Gravity                                 | John Reid, John Shanks                                                             |
| 116 | 2010 | Tell Me It's Love                | Gravity                                 | John Shanks, Wayne Hector                                                          |
| 117 | 2010 | I Get Weak                       | Gravity                                 | John Shanks, Savan Kotecha                                                         |
| 118 | 2010 | Before It's Too Late             | Gravity                                 | Anderson, Feehily, Simon Petty                                                     |
| 119 | 2010 | No One's Gonna Sleep Tonight     | Gravity                                 | John Shanks, Wayne Hector                                                          |
| 120 | 2010 | Difference In Me                 | Gravity                                 | John Shanks, Wayne Hector                                                          |
| 121 | 2010 | Too Hard to Say Goodbye          | Gravity                                 | John Shanks                                                                        |
| 122 | 2011 | Lighthouse                       | Greatest Hits                           | Gary Barlow, John Shanks                                                           |
| 123 | 2011 | Beautiful World                  | Greatest Hits                           | John Shanks, Ruth-Anne Cunningham,                                                 |
| 124 | 2011 | Wide Open                        | Greatest Hits                           | Grundler, Shanks                                                                   |
| 125 | 2011 | Last Mile of the Way             | Greatest Hits                           | Nicky Byrne, Shane Filan, Dimitri Ehrlich, Coyle Girelli                           |
| 126 | 2011 | Poet's Heart                     | Lighthouse                              | John Shanks, Ruth-Anne Cunningham                                                  |
| 127 | 2019 | Hello My Love                    | Spectrum                                | Mac, Ed Sheeran                                                                    |
| 128 | 2019 | Better Man                       | Spectrum                                | Fred Again, Mac, Sheeran                                                           |
| 129 | 2019 | Dynamite                         | Spectrum                                | Mac, Sheeran                                                                       |
| 130 | 2019 | My Blood                         | Spectrum                                | Mac, Sheeran                                                                       |
| 131 | 2019 | Dance                            | Spectrum                                | Luka Kloser, Zach Skelton, Casey Smith, Tedder                                     |
| 132 | 2019 | One Last Time                    | Spectrum                                | Mac, Sheeran                                                                       |
| 133 | 2019 | Take Me There                    | Spectrum                                | Feehily, Filan, Mac, Camille Purcell                                               |
| 134 | 2019 | Repair                           | Spectrum                                | James Bay, Mac                                                                     |
| 135 | 2019 | Without You                      | Spectrum                                | Bay, Mac                                                                           |
| 136 | 2019 | L.O.V.E                          | Spectrum                                | Feehily, Filan, Mac, Purcell                                                       |
| 137 | 2019 | Another Life                     | Spectrum                                | Alex Charles, Tom Williams                                                         |
| 138 | 2021 | Starlight                        | Wild Dreams                             | Feehily, Filan, Tom Grennan, Mike Needle, Jamie Scott, Daniel Bryer, Peter Rycroft |
| 139 | 2021 | Alone Together                   | Wild Dreams                             | Feehily, Filan, Yacoub, Ilya Salmanzadeh, Michael Pollock, Gregory Hein            |
| 140 | 2021 | Wild Dreams                      | Wild Dreams                             | Feehily, Filan, Yacoub, Richard "Liohn" Zastenker, Johannes Klahr                  |
| 141 | 2021 | Lifeline                         | Wild Dreams                             | Feehily, Filan, Amy Wadge                                                          |
| 142 | 2021 | Alive                            | Wild Dreams                             | Byrne, Jimmy Rainsford, Ryan Hennessey                                             |
| 143 | 2021 | Rewind                           | Wild Dreams                             | Feehily, Filan, Wadge, Nicholas James Gale, Jessica Agombar                        |
| 144 | 2021 | Do You Ever Think of Me          | Wild Dreams                             | Alexander Ryberg, Cassandra Stroberg, Niklas Carson Mattsson                       |
| 145 | 2021 | My Hero                          | Wild Dreams                             | Hector, Mac, Sheeran                                                               |
| 146 | 2021 | End of Time                      | Wild Dreams                             | Stephen Garrigan, Phillip Magee, Cian MacSweeny                                    |
| 147 | 2021 | Magic                            | Wild Dreams                             | Feehily, Filan, Scott, Williams, Charles                                           |
| 148 | 2021 | Always With Me                   | Wild Dreams                             | Feehily, Filan, Garrigan, Magee, MacSweeny                                         |

A Bài hát được trình bày hoàn chỉnh bởi một nghệ sĩ khác nhưng không bao gồm và phát hành trong bất kì album nào của nghệ sĩ đó.